# Spidola
Spidola – łotewski okręt podwodny z lat 20. XX wieku, druga zbudowana jednostka typu Ronis. Zwodowany 6 października 1926 roku we francuskiej stoczni Chantiers et Ateliers Augustin Normand w Hawrze, został przyjęty do służby w marynarce łotewskiej w 1927 roku. W wyniku aneksji Łotwy przez ZSRR jednostka została w sierpniu 1940 roku włączona do Floty Bałtyckiej bez zmiany nazwy. Po agresji Niemiec na ZSRR okręt został samozatopiony 24 czerwca 1941 roku w Lipawie. Podniesiony przez Niemców, w 1943 roku został złomowany.

## Projekt i budowa
Okręty podwodne typu Ronis zostały zamówione przez rząd Łotwy we Francji. Zawarty w październiku 1924 roku kontrakt opiewał na 6,5 mln łatów. Głównym konstruktorem jednostek był inż. Jean Simonot . Okręty miały tradycyjny dla konstrukcji francuskich układ wyrzutni torped: dwie stałe na dziobie i dwa zewnętrzne podwójne obracalne aparaty torpedowe na pokładzie  .
„Spidola” został zbudowany w stoczni Chantiers et Ateliers Augustin Normand w Hawrze. Stępkę okrętu położono w 1925 roku  , a zwodowany został 6 października 1926 roku.

## Dane taktyczno-techniczne

Rzut boczny okrętów typu Ronis.

„Spidola” był okrętem podwodnym konstrukcji dwukadłubowej o długości całkowitej 55 metrów, szerokości 4,8 metra i zanurzeniu 3,6 metra . Wyporność normalna w położeniu nawodnym wynosiła 390 ton, a w zanurzeniu 514 ton . Okręt napędzany był na powierzchni przez dwa silniki wysokoprężne Sulzer o łącznej mocy 1300 KM, a pod wodą poruszał się dzięki dwóm silnikom elektrycznym o łącznej mocy 700 KM . Dwa wały napędowe poruszające dwoma śrubami zapewniały prędkość 14 węzłów na powierzchni i 9 węzłów w zanurzeniu . Zapas paliwa wynosił 19 ton. Zasięg wynosił 1600 Mm przy prędkości 14 węzłów w położeniu nawodnym i 85 Mm przy prędkości 4,5 węzła w zanurzeniu . Dopuszczalna głębokość zanurzenia wynosiła 50 metrów  .
Okręt wyposażony był w sześć wyrzutni torped kalibru 450 mm: dwie stałe dziobowe oraz dwa obracalne podwójne aparaty torpedowe usytuowane przed i za kioskiem, zakryte osłonami, z łącznym zapasem ośmiu torped  . Uzbrojenie artyleryjskie stanowiło działo przeciwlotnicze kal. 75 mm M1925 L/35 oraz dwa karabiny maszynowe kal. 8 mm .
Załoga okrętu składała się z 27 oficerów, podoficerów i marynarzy .

## Służba
„Spidola” wraz z bliźniaczym „Ronis” zostały przyjęte do służby w marynarce łotewskiej w 1927 roku  . Koniec służby nastąpił w sierpniu 1940 roku w wyniku aneksji Łotwy przez ZSRR  . Jednostka została 19 sierpnia 1940 roku bez zmiany nazwy włączona do Floty Bałtyckiej, trafiając do stoczni na remont  . W momencie agresji Niemiec na ZSRR „Spidola” nadal znajdował się w stoczni remontowej w Lipawie. 24 czerwca 1941 roku rozkazem kpt. mar. J. Afanasjewa (dowódcy niszczyciela „Lenin”) okręt został samozatopiony za pomocą ładunków wybuchowych, aby uniknąć zdobycia przez wroga. Podniesiony przez Niemców, w 1943 roku został złomowany .